# Златният телец (роман)
Вижте пояснителната страница за други значения на Златен телец.
„Златният телец“ (на руски: Золотой телёнок) е роман на писателите Иля Илф и Евгений Петров, написан през 1931 г. Продължение е на романа „Дванадесетте стола“.

## Сюжет
Независимо че в края на романа „Дванадесетте стола“ главният герой Остап Бендер е оставен кървящ и с прерязано гърло, този факт не води до смъртта на Великия комбинатор. Животът му е спасен от хирурзите, както споделя самият герой в продължението.
В новия роман Великият комбинатор се занимава с шантажирането на нелегалния съветски милионер Корейко, от когото той иска да получи един милион съветски рубли. След първоначален неуспешен опит да изнуди Корейко, Остап Бендер се захваща сериозно за работата и завежда дело, в което – след поредица от комбинации – успява да опише втория, неизвестен живот на иначе обикновения съветски счетоводител.

## Герои
Главни
- Остап Бендер
- Шура Балаганов („любимият“ син на лейтенант Шмит)
- Паниковски (Велик слепец, Нарушител на Конвенцията, Човек без паспорт)
- Адам Козлевич (шофьор на автомобил „Антилопа гну“)
- Александър Корейко (нелегален съветски милионер)

Второстепенни
- живущите в „Гарвановото свърталище“ (квартира № 3), между които особено място в романа заемат Васисуалий Лоханкин със съпругата му Варвара
- служителите в „Херкулес“ – началникът др. Полихаев, отговорният работник Егор Скумбриевич, счетоводителят Берлага
- Зося Синицка – красива девойка

Книгата е издавана нееднократно в България, за пръв път още преди 9 септември 1944 г. Заедно с „Дванадесетте стола“, тя представлява остра критика на съветската действителност, описваща с изключително майсторство състоянието на обществото в края на 20-те и началото на 30-те години на XX век. В много от следващите издания на романа той е отпечатан заедно с предхождащото го произведение.

## Екранизации
- 1968 г. – „Златният телец“, в главната роля Сергей Юрски
- 1993 г. – „Мечтите на идиота“, в главната роля Сергей Крилов
- 2006 г. – „Златният телец“ (сериал), в главната роля Олег Меншиков